# Gaston Dujarric
Jacques Guillaume Dujarric dit Gaston Dujarric, né le 5 mai 1859 à Périgueux et mort vers 1936, est un capitaine au long cours, écrivain, journaliste et éditeur français. Il utilisa également le pseudonyme de G. Dugaston.

## Biographie
Fils de Georges Joseph Dujarric, négociant, et de Catherine Guillomet, originaire d'Excideuil et fille de bijoutier. En avril-juillet 1884, il est reçu à Rochefort au brevet de capacité au long cours.   
Il se fait ensuite appeler « Gaston Dujarric », pour signer des fictions courtes, à partir de mai 1889, dans La République illustrée. À compter de février 1891, il collabore à La Grande Revue Paris et Saint-Pétersbourg, dirigée par Arsène Houssaye et Armand Silvestre. En janvier 1892, il est nommé secrétaire de rédaction aux Notes diplomatiques et consulaires dirigées par Paul-Frédéric Lefebvre-Roncier (1846-1905). Entre mai 1893 et 1896, il est le rédacteur en chef de La Géographie, revue générale des sciences géographiques. Il collabore également durant cette période au Petit Parisien, ainsi qu'à la Revue générale internationale scientifique littéraire et artistique (Ollendorff, 1893).
Il fait une entrée en littérature remarquée avec Autour du mystères (1891), un conte versant dans l'occultisme, thème qui prendra une certaine importance dans sa production littéraire.
Pour le moment, il exploite la veine des récits de voyage, livre des témoignages sur son activité de long court, et se passionne pour le continent africain, en lien avec l'entreprise coloniale française, adoptant un discours d'explorateur se voulant lucide. Il est brièvement le directeur de publication du Mouvement colonial : revue générale d'exploration et de colonisation entre décembre 1896 et novembre 1897, cependant qu'en avril 1897, il prend la direction de la Revue de l'islam jusqu'en 1903, prenant le titre d'islamologue. Il est aussi un des premiers contributeurs de La Revue encyclopédique Larousse.
Le 20 mars 1900, il épouse, à la mairie de Paris 7e, Blanche Maria Leseure ; parmi les témoins, Paul Jeantet. Ce dernier, proche de Camille Flammarion, collabore, avec Dujarric, à la revue La Photographie française (1896), qui ne semble pas avoir duré plus d'une année.
Vers 1902, il se rapproche de la Librairie des Mathurins (Paris), fondée par Girard et V. Villerelle ; Dujarric, qui absorbe cette maison, se lance alors dans l'édition d'ouvrages. Cette activité va durer une dizaine d'années. Il fonde sa propres structure sous le nom de « Dujarric & Cie », au 59 de la rue des Saints-Pères, pour terminer sous le nom de « G. Dujarric, éditeur », au 45 de la rue Saint-Placide (1909). Le catalogue offre un mélange de récits de voyage, de textes un peu érotiques, de poésie, d'essais sur le théâtre, de biographies historiques, etc., sans ligne éditoriale claire : cet éclectisme est aussi le reflet de la personnalité de Dujarric.
Il réapparaît à partir de 1917-1918, cette fois sous le nom de « G. Dugaston », exploitant un véritable filon littéraire, avec parfois un coauteur et de façon assez frénétique, la veine du livre pratique, usuel et de loisir grand public, grâce à la complicité des éditions Albin Michel : la magie, le spiritisme, l'astrologie, le langage des fleurs, mais aussi l'art de s'exprimer, de lire les signes du visage ou de rédiger des lettres ; de tels livres lui permettent de connaître un grand succès public, puisqu'ils sont réimprimés tout au long des années 1920 et 1930 sous diverses couvertures — et certains le sont même encore de nos jours, sous le nom de Dujarric : il est possible, étant donnée la cadence de publication, que ce nom cache en réalité une entreprise d'auteurs en société, un collectif, piloté par lui et son épouse.
Sa date de décès reste hypothétique : fin 1935, il résidait au 18 rue Littré (Paris 6e, avec son épouse Jeanne, née en 1869).

## Écrits publiés

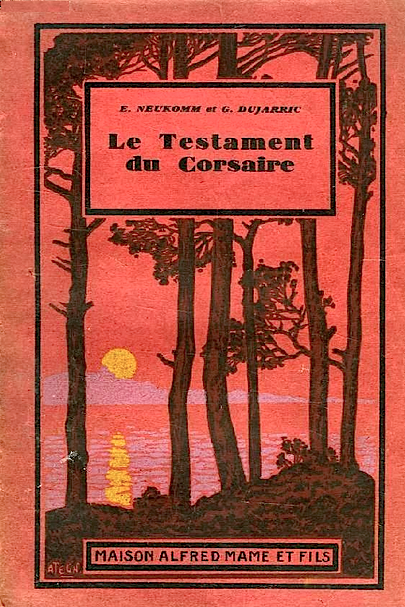
Le Testament du corsaire, couverture.

- Autour du mystère, conte, Paris, Albert Savine, 1891 ; rééd. 1892 et 1903.
- Le Grand Pays de Cocagne, coll. « Bibliothèque enfantine », Épinal, Imagerie Pellerin, [1885-1894].
- La Théorie du bonheur dédiée aux souffrants, préfacier [et auteur ?], Paris, Comptoir d'édition. Estampes, livres, musique, 1890 — sur Gallica.
- Souvenirs d'escales et de traversées, scènes et récits de voyages, Paris, A. Faivre et H. Teillard, 1891.
- Amours de prince, avec B. Guyot, 2 tomes, Paris, A.-L. Guyot, 1894.
- Le Testament du Corsaire, aventures de terre et de mer, avec Edmond Neukomm, Tours, A. Mame et fils, 1896.
- Histoires pour une semaine, avec A. de Monsanto, « Collection Picard. Bibliothèque d'éducation récréative », Paris, Alcide Picard & Kaan, 1897.
- Pages de contrebande, préface de Pierre de Lano, Paris, Fischbacher, 1897.
- Le Roman d'un capitaine de navire, Paris, Alphonse Lemerre, 1897.
- Vie de Mahomet, d'après la tradition, avec Pierre-Eugène Lamairesse, Paris, J. Maisonneuve, 1897.
- Chasses marines, Paris, Firmin-Didot, 1898.
- L'État mahdiste du Soudan, Paris,  J. Maisonneuve, 1901.
- La Vie du sultan Rabah. Les français au Tchad, Paris, J. André, 1902.
- La Vie navale, notions générales élémentaires de navigation théorique et pratique, pêche et marine marchande, préf. par Edmond Perrier, illustr. par Georges Dascher, Paris, Librairie d'éducation nationale - Alcide Picard, 1903.
- [préface] Eugène Figuière, Le Bonheur à cinquante ans, Éditions de l'École du bonheur, 1932.

### Sous le pseudonyme de G. Dugaston

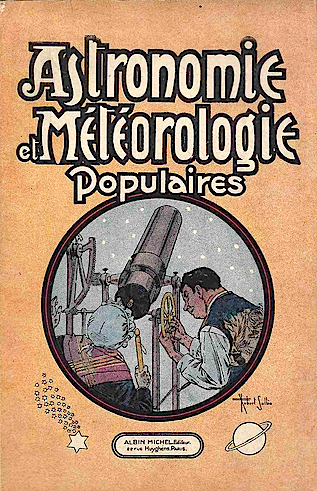
Astronomie et Météorologie populaires, couverture.

Tous les ouvrages sont parus aux éditions Albin Michel, illustrés par Robert-Léon Sallès :
- Magnétisme. Hypnotisme. Spiritisme, 1917-1918.
- Le Secret du langage des fleurs, 1920.
- Caractères, Penchants et Tempéraments. Qualités et Défauts d'après les bosses de la tête et la physionomie, 1921.
- Magie et Sorcellerie. Notions générales, 1922.
- La Prestidigitation à la portée de tous : escamotage, tours d'adresse, trucs divers : ouvrage orné de gravures, [1923].
- Comment on devient orateur, avec André Doriac, 1923.
- Bons mots, traits d'esprit et anecdotes, 1923.
- Tous les moyens de faire fortune, 1923.
- Astronomie et météorologie populaires. Prévision du temps, 1924.
- Bons mots. Traits d'esprit. Anecdotes, avec Henri Devé, 1924.
- Farces à faire en société, 1924.
- Manuel de chronologie de l'histoire de France, 1925.
- La Mythologie à la portée de tous, avec Albert Dupré, 1925.
- Toasts, allocutions et discours modèles pour toutes les circonstances de la vie privée et publique, avec André Doriac, 1928.
- Correspondance galante - Le trésor des amants et des maîtresses, s.d.
- Les songes et les présages, s.d.